# 티서푈드바르

티서푈드바르

티서푈드바르(헝가리어: Tiszaföldvár)는 헝가리 야스너지쿤솔노크주의 도시로 면적은 80.34km2, 인구는 12,027명(2002년 기준), 인구 밀도는 150명/km2이다.